# Лига чемпионов УЕФА 2020/2021. Групповой этап
Эта статья содержит информацию о групповом этапе Лиги чемпионов УЕФА сезона 2020/21.
Жеребьёвка группового этапа прошла 1 октября 2020 года в Женеве, Швейцария.

## Жеребьёвка
Жеребьёвка группового этапа прошла 1 октября 2020 года в 17:00 по центральноевропейскому летнему времени в RTS Studios в Женеве, Швейцария.
В групповом этапе участвуют 32 клуба, разделённые на восемь групп по четыре команды, с условием того, что команды из одной страны не могут встретиться друг с другом. Для жеребьёвки команды были «посеяны» в четыре корзины на основании следующих критериев (статья 13.06 регламента):
- В первую корзину попадают: действующие победители Лиги чемпионов и Лиги Европы, а также победители 6 лучших футбольных ассоциаций согласно их рейтингу. Если один или оба победителя Лиги чемпионов и Лиги Европы победили в чемпионате одной из шести лучших ассоциаций, чемпион следующей по рейтингу ассоциации также попадает в первую корзину.
- Во вторую, третью и четвёртую корзины попадают остальные команды согласно клубным коэффициентам[3].

17 июля 2014 года чрезвычайная комиссия УЕФА постановила, что украинские и российские клубы не будут играть друг против друга «до дальнейшего уведомления» из-за «политических проблем» между странами.
Если ассоциация представлена двумя или более клубами, её клубы разбивают на пары. Их матчи разводятся по разным игровым дням, чтобы один клуб играл во вторник, а другой — в среду. Это делается, чтобы увеличить телеаудиторию. Для этого 8 групп разбили на две цветовые категории: группам A–D был присвоен красный цвет, группам E–H – синий. Если клуб из какой-либо пары попадает в процессе жеребьёвки в красную группу, второй клуб из этой пары, когда достают его шар, автоматически определяется в одну из синих групп. После отбора всех команд группового этапа УЕФА объявил следующие пары:
- A: Бавария и Боруссия (Дортмунд)
- B: Севилья и Атлетико Мадрид
- C: Реал Мадрид и Барселона
- D: Ливерпуль и Манчестер Юнайтед
- E: Ювентус и Интернационале
- F: Пари Сен-Жермен и Олимпик Марсель
- G: Зенит и Локомотив
- H: Манчестер Сити и Челси
- I: Шахтёр (Донецк) и Динамо (Киев)
- J: РБ Лейпциг и Боруссия (Мёнхенгладбах)
- K: Лацио и Аталанта

Команды из четырёх групп в каждый игровой день играют свои матчи во вторник, в то время как другие команды из четырёх оставшихся групп — в среду, после чего они чередуются. Даты проведения матчей были определены после жеребьёвки с использованием компьютерного распределения (статья 16.02 регламента).

## Карта участников
Манчестер Юнайтед

 Манчестер Сити
 Реал Мадрид

 Атлетико Мадрид
 Шахтёр

 Динамо

## Команды
| - 1-я корзина: - Бавария 136.000 - Севилья 102.000 - Реал Мадрид 134.000 - Ливерпуль 99.000 - Ювентус 117.000 - Пари Сен-Жермен 113.000 - Зенит 64.000 - Порту 75.000 | - 2-я корзина: - Барселона 128.000 - Атлетико Мадрид 127.000 - Манчестер Сити 116.000 - Манчестер Юнайтед 100.000 - Шахтёр 85.000 - Боруссия (Дортмунд) 85.000 - Челси 84.000 - Аякс 69.500 | - 3-я корзина: - Динамо (Киев) 55.000 - Зальцбург 53.500 - РБ Лейпциг 49.000 - Интер 44.000 - Олимпиакос 43.000 - Лацио 41.000 - Краснодар 35.500 - Аталанта 33.500 | - 4-я корзина - Локомотив 33.000 - Олимпик Марсель 31.000 - Брюгге 28.500 - Боруссия (Мёнхенгладбах) 26.000 - Истанбул Башакшехир 21.500 - Мидтьюлланн 14.500 - Ренн 14.000 - Ференцварош 9.000 |

## Формат
В каждой группе команды играют друг против друга дома и на выезде по круговой системе. Победители групп и занявшие вторые места выходят в плей-офф, в то время как команды, занявшие третье место, выбывают в плей-офф Лиги Европы УЕФА.

### Критерии
Команды занимают места в группах в соответствии с количеством набранных очков (3 очка за победу, 1 очко за ничью, 0 очков за поражение). В случае равенства очков применяются нижеперечисленные критерии классификации:
1. очки, набранные в личных встречах между командами;
2. разница забитых и пропущенных мячей в личных встречах между командами;
3. количество забитых мячей в личных встречах между командами;
4. мячи, забитые на выезде в личных встречах между командами;
5. разница забитых и пропущенных мячей во всех групповых матчах;
6. количество забитых мячей во всех групповых матчах;
7. мячи, забитые на выезде во всех групповых матчах;
8. победы во всех групповых матчах;
9. победы на выезде во всех групповых матчах;
10. дисциплинарные показатели;
11. коэффиценты УЕФА.

## Группы
Основное время начало матчей — 21:00 по CET/CEST, кроме двух матчей в каждый вторник и среду, проходящих в 18:55 CET/CEST.
Время указано по CET/CEST в соответствии с правилами УЕФА (местное время; если отличается, указано в скобках).

### Группа A
| Поз | Команда         | И | В | Н | П | МЗ | МП | РМ  | О  | Квалификация                    |  | БАВ | АТМ | ЗАЛ | ЛОК |
| --- | --------------- | - | - | - | - | -- | -- | --- | -- | ------------------------------- |  | --- | --- | --- | --- |
| 1   | Бавария         | 6 | 5 | 1 | 0 | 18 | 5  | +13 | 16 | Выход в плей-офф Лиги чемпионов |  | —   | 4:0 | 3:1 | 2:0 |
| 2   | Атлетико Мадрид | 6 | 2 | 3 | 1 | 7  | 8  | −1  | 9  | Выход в плей-офф Лиги чемпионов |  | 1:1 | —   | 3:2 | 0:0 |
| 3   | Зальцбург       | 6 | 1 | 1 | 4 | 10 | 17 | −7  | 4  | Выбывание в Лигу Европы         |  | 2:6 | 0:2 | —   | 2:2 |
| 4   | Локомотив       | 6 | 0 | 3 | 3 | 5  | 10 | −5  | 3  |                                 |  | 1:2 | 1:1 | 1:3 | —   |

| Зальцбург                     | 2:2     | Локомотив                  |
| ----------------------------- | ------- | -------------------------- |
| - Собослаи 45′ - Юнузович 50′ | (отчёт) | - Эдер 19′ - Лисакович 75′ |

| Бавария                                      | 4:0     | Атлетико Мадрид |
| -------------------------------------------- | ------- | --------------- |
| - Коман 28′, 72′ - Горецка 41′ - Толиссо 66′ | (отчёт) |                 |

| Локомотив           | 1:2     | Бавария                    |
| ------------------- | ------- | -------------------------- |
| - Ант. Миранчук 70′ | (отчёт) | - Горецка 13′ - Киммих 79′ |

| Атлетико Мадрид                       | 3:2     | Зальцбург                          |
| ------------------------------------- | ------- | ---------------------------------- |
| - Льоренте 29′ - Жуан Феликс 52′, 85′ | (отчёт) | - Собослаи 40′ - Фелипе 47′ (авт.) |

| Локомотив                  | 1:1     | Атлетико Мадрид |
| -------------------------- | ------- | --------------- |
| - Ант. Миранчук 25′ (пен.) | (отчёт) | - Хименес 18′   |

| Зальцбург                 | 2:6     | Бавария                                                                                          |
| ------------------------- | ------- | ------------------------------------------------------------------------------------------------ |
| - Бериша 4′ - Окугава 66′ | (отчёт) | - Левандовский 21′ (пен.), 88′ - Кристенсен 44′ (авт.) - Боатенг 79′ - Зане 83′ - Эрнандес 90+2′ |

| Атлетико Мадрид | 0:0     | Локомотив |
| --------------- | ------- | --------- |
|                 | (отчёт) |           |

| Бавария                                   | 3:1     | Зальцбург    |
| ----------------------------------------- | ------- | ------------ |
| - Левандовский 43′ - Коман 52′ - Зане 68′ | (отчёт) | - Бериша 73′ |

| Локомотив           | 1:3     | Зальцбург                       |
| ------------------- | ------- | ------------------------------- |
| Миранчук 79′ (пен.) | (отчёт) | - Бериша 28′, 41′ - Адейеми 81′ |

| Атлетико Мадрид | 1:1     | Бавария           |
| --------------- | ------- | ----------------- |
| Феликс 26′      | (отчёт) | Мюллер 86′ (пен.) |

| Бавария                      | 2:0     | Локомотив |
| ---------------------------- | ------- | --------- |
| - Зюле 63′ - Шупо-Мотинг 80′ | (отчёт) |           |

| Зальцбург | 0:2     | Атлетико Мадрид                      |
| --------- | ------- | ------------------------------------ |
|           | (отчёт) | - Эрмосо 39′ - Феррейра Карраско 86′ |

### Группа B
| Поз | Команда                  | И | В | Н | П | МЗ | МП | РМ | О  | Квалификация                    |  | РМА | МЁН | ШАХ | ИНТ |
| --- | ------------------------ | - | - | - | - | -- | -- | -- | -- | ------------------------------- |  | --- | --- | --- | --- |
| 1   | Реал Мадрид              | 6 | 3 | 1 | 2 | 11 | 9  | +2 | 10 | Выход в плей-офф Лиги чемпионов |  | —   | 2:0 | 2:3 | 3:2 |
| 2   | Боруссия (Мёнхенгладбах) | 6 | 2 | 2 | 2 | 16 | 9  | +7 | 8  | Выход в плей-офф Лиги чемпионов |  | 2:2 | —   | 4:0 | 2:3 |
| 3   | Шахтёр (Донецк)          | 6 | 2 | 2 | 2 | 5  | 12 | −7 | 8  | Выбывание в Лигу Европы         |  | 2:0 | 0:6 | —   | 0:0 |
| 4   | Интернационале           | 6 | 1 | 3 | 2 | 7  | 9  | −2 | 6  |                                 |  | 0:2 | 2:2 | 0:0 | —   |

1. 1 2  Очки, заработанные в очных встречах: Боруссия 6, Шахтёр 0.

| Реал Мадрид                 | 2:3     | Шахтёр (Донецк)                             |
| --------------------------- | ------- | ------------------------------------------- |
| - Модрич 54′ - Винисиус 59′ | (отчёт) | - Тете 29′ - Варан 33′ (авт.) - Соломон 42′ |

| Интернационале  | 2:2     | Боруссия (Мёнхенгладбах)              |
| --------------- | ------- | ------------------------------------- |
| Лукаку 43′, 90′ | (отчёт) | - Бенсебайни 63′ (пен.) - Хофманн 84′ |

| Шахтёр (Донецк) | 0:0     | Интернационале |
| --------------- | ------- | -------------- |
|                 | (отчёт) |                |

| Боруссия (Мёнхенгладбах) | 2:2     | Реал Мадрид                    |
| ------------------------ | ------- | ------------------------------ |
| - Тюрам 33′, 58′         | (отчёт) | - Бензема 87′ - Каземиро 90+3′ |

| Шахтёр (Донецк) | 0:6     | Боруссия (Мёнхенгладбах)                                                |
| --------------- | ------- | ----------------------------------------------------------------------- |
|                 | (отчёт) | - Плеа 8′, 26′, 78′ - Бондарь 17′ (авт.) - Бенсебайни 44′ - Штиндль 65′ |

| Реал Мадрид                             | 3:2     | Интернационале               |
| --------------------------------------- | ------- | ---------------------------- |
| - Бензема 25′ - Рамос 33′ - Родриго 80′ | (отчёт) | - Мартинес 35′ - Перишич 68′ |

| Боруссия (Мёнхенгладбах)                                      | 4:0     | Шахтёр (Донецк) |
| ------------------------------------------------------------- | ------- | --------------- |
| - Штиндль 17′ (пен.) - Эльведи 34′ - Эмболо 45+1′ - Вендт 77′ | (отчёт) |                 |

| Интернационале | 0:2     | Реал Мадрид                          |
| -------------- | ------- | ------------------------------------ |
|                | (отчёт) | - Азар 7′ (пен.) - Хакими 59′ (авт.) |

| Шахтёр (Донецк)              | 2:0     | Реал Мадрид |
| ---------------------------- | ------- | ----------- |
| - Дентиньо 57′ - Соломон 82′ | (отчёт) |             |

| Боруссия (Мёнхенгладбах) | 2:3     | Интернационале                  |
| ------------------------ | ------- | ------------------------------- |
| - Плеа 45+1′, 76′        | (отчёт) | - Дармиан 17′ - Лукаку 64′, 73′ |

| Реал Мадрид       | 2:0     | Боруссия (Мёнхенгладбах) |
| ----------------- | ------- | ------------------------ |
| - Бензема 9′, 32′ | (отчёт) |                          |

| Интернационале | 0:0     | Шахтёр (Донецк) |
| -------------- | ------- | --------------- |
|                | (отчёт) |                 |

### Группа C
| Поз | Команда         | И | В | Н | П | МЗ | МП | РМ  | О  | Квалификация                    |  | МС  | ПОР | ОЛИ | МАР |
| --- | --------------- | - | - | - | - | -- | -- | --- | -- | ------------------------------- |  | --- | --- | --- | --- |
| 1   | Манчестер Сити  | 6 | 5 | 1 | 0 | 13 | 1  | +12 | 16 | Выход в плей-офф Лиги чемпионов |  | —   | 3:1 | 3:0 | 3:0 |
| 2   | Порту           | 6 | 4 | 1 | 1 | 10 | 3  | +7  | 13 | Выход в плей-офф Лиги чемпионов |  | 0:0 | —   | 2:0 | 3:0 |
| 3   | Олимпиакос      | 6 | 1 | 0 | 5 | 2  | 10 | −8  | 3  | Выбывание в Лигу Европы         |  | 0:1 | 0:2 | —   | 1:0 |
| 4   | Олимпик Марсель | 6 | 1 | 0 | 5 | 2  | 13 | −11 | 3  |                                 |  | 0:3 | 0:2 | 2:1 | —   |

1. 1 2  Голы в очных встречах забитые на выезде: Олимпиакос 1, Олимпик Марсель 0.

| Манчестер Сити                                  | 3:1     | Порту    |
| ----------------------------------------------- | ------- | -------- |
| - Агуэро 21′ (пен.) - Гюндоган 65′ - Торрес 71′ | (отчёт) | Диас 14′ |

| Олимпиакос  | 1:0     | Олимпик Марсель |
| ----------- | ------- | --------------- |
| Хасан 90+1′ | (отчёт) |                 |

| Порту                       | 2:0     | Олимпиакос |
| --------------------------- | ------- | ---------- |
| - Виейра 11′ - Оливейра 85′ | (отчёт) |            |

| Олимпик Марсель | 0:3     | Манчестер Сити                             |
| --------------- | ------- | ------------------------------------------ |
|                 | (отчёт) | - Торрес 18′ - Гюндоган 76′ - Стерлинг 81′ |

| Манчестер Сити                                 | 3:0     | Олимпиакос |
| ---------------------------------------------- | ------- | ---------- |
| - Торрес 12′ - Габриэл Жезус 81′ - Канселу 90′ | (отчёт) |            |

| Порту                                        | 3:0     | Олимпик Марсель |
| -------------------------------------------- | ------- | --------------- |
| - Марега 4′ - Оливейра 28′ (пен.) - Диас 69′ | (отчёт) |                 |

| Олимпиакос | 0:1     | Манчестер Сити |
| ---------- | ------- | -------------- |
|            | (отчёт) | - Фоден 36′    |

| Олимпик Марсель | 0:2     | Порту                              |
| --------------- | ------- | ---------------------------------- |
|                 | (отчёт) | - Сануси 39′ - Оливейра 72′ (пен.) |

| Порту | 0:0     | Манчестер Сити |
| ----- | ------- | -------------- |
|       | (отчёт) |                |

| Олимпик Марсель              | 2:1     | Олимпиакос |
| ---------------------------- | ------- | ---------- |
| Пайет 55′ (пен.), 75′ (пен.) | (отчёт) | Камара 33′ |

| Манчестер Сити                                 | 3:0     | Олимпик Марсель |
| ---------------------------------------------- | ------- | --------------- |
| - Торрес 48′ - Агуэро 78′ - Альваро 90′ (авт.) | (отчёт) |                 |

| Олимпиакос | 0:2     | Порту                           |
| ---------- | ------- | ------------------------------- |
|            | (отчёт) | - Отавио 10′ (пен.) - Урибе 77′ |

### Группа D
| Поз | Команда     | И | В | Н | П | МЗ | МП | РМ | О  | Квалификация                    |  | ЛИВ | АТА | АКС | МИД |
| --- | ----------- | - | - | - | - | -- | -- | -- | -- | ------------------------------- |  | --- | --- | --- | --- |
| 1   | Ливерпуль   | 6 | 4 | 1 | 1 | 10 | 3  | +7 | 13 | Выход в плей-офф Лиги чемпионов |  | —   | 0:2 | 1:0 | 2:0 |
| 2   | Аталанта    | 6 | 3 | 2 | 1 | 10 | 8  | +2 | 11 | Выход в плей-офф Лиги чемпионов |  | 0:5 | —   | 2:2 | 1:1 |
| 3   | Аякс        | 6 | 2 | 1 | 3 | 7  | 7  | 0  | 7  | Выбывание в Лигу Европы         |  | 0:1 | 0:1 | —   | 3:1 |
| 4   | Мидтьюлланн | 6 | 0 | 2 | 4 | 4  | 13 | −9 | 2  |                                 |  | 1:1 | 0:4 | 1:2 | —   |

| Аякс | 0:1     | Ливерпуль            |
| ---- | ------- | -------------------- |
|      | (отчёт) | Тальяфико 35′ (авт.) |

| Мидтьюлланн | 0:4     | Аталанта                                                |
| ----------- | ------- | ------------------------------------------------------- |
|             | (отчёт) | Сапата 26′ · Гомес 36′ · Мурьель 42′ · Ал. Миранчук 89′ |

| Ливерпуль                       | 2:0     | Мидтьюлланн |
| ------------------------------- | ------- | ----------- |
| - Жота 55′ - Салах 90+3′ (пен.) | (отчёт) |             |

| Аталанта          | 2:2     | Аякс                            |
| ----------------- | ------- | ------------------------------- |
| - Сапата 54′, 60′ | (отчёт) | - Тадич 30′ (пен.) - Траоре 38′ |

| Мидтьюлланн  | 1:2     | Аякс                    |
| ------------ | ------- | ----------------------- |
| - Драйер 18′ | (отчёт) | - Антони 1′ - Тадич 13′ |

| Аталанта | 0:5     | Ливерпуль                                   |
| -------- | ------- | ------------------------------------------- |
|          | (отчёт) | - Жота 16′, 33′, 54′ - Салах 47′ - Мане 49′ |

| Ливерпуль | 0:2     | Аталанта                  |
| --------- | ------- | ------------------------- |
|           | (отчёт) | - Иличич 60′ - Госенс 64′ |

| Аякс                                       | 3:1     | Мидтьюлланн        |
| ------------------------------------------ | ------- | ------------------ |
| - Гравенберх 47′ - Мазрауи 49′ - Нерес 66′ | (отчёт) | - Мабил 80′ (пен.) |

| Ливерпуль | 1:0     | Аякс |
| --------- | ------- | ---- |
| Джонс 58′ | (отчёт) |      |

| Аталанта   | 1:1     | Мидтьюлланн |
| ---------- | ------- | ----------- |
| Ромеро 79′ | (отчёт) | Шольц 13′   |

| Аякс | 0:1     | Аталанта      |
| ---- | ------- | ------------- |
|      | (отчёт) | - Мурьель 85′ |

| Мидтьюлланн        | 1:1     | Ливерпуль  |
| ------------------ | ------- | ---------- |
| - Шольц 62′ (пен.) | (отчёт) | - Салах 1′ |

### Группа E
| Поз | Команда   | И | В | Н | П | МЗ | МП | РМ  | О  | Квалификация                    |  | ЧЕЛ | СЕВ | КРА | РЕН |
| --- | --------- | - | - | - | - | -- | -- | --- | -- | ------------------------------- |  | --- | --- | --- | --- |
| 1   | Челси     | 6 | 4 | 2 | 0 | 14 | 2  | +12 | 14 | Выход в плей-офф Лиги чемпионов |  | —   | 0:0 | 1:1 | 3:0 |
| 2   | Севилья   | 6 | 4 | 1 | 1 | 9  | 8  | +1  | 13 | Выход в плей-офф Лиги чемпионов |  | 0:4 | —   | 3:2 | 1:0 |
| 3   | Краснодар | 6 | 1 | 2 | 3 | 6  | 11 | −5  | 5  | Выбывание в Лигу Европы         |  | 0:4 | 1:2 | —   | 1:0 |
| 4   | Ренн      | 6 | 0 | 1 | 5 | 3  | 11 | −8  | 1  |                                 |  | 1:2 | 1:3 | 1:1 | —   |

| Челси | 0:0     | Севилья |
| ----- | ------- | ------- |
|       | (отчёт) |         |

| Ренн               | 1:1     | Краснодар   |
| ------------------ | ------- | ----------- |
| Гирасси 56′ (пен.) | (отчёт) | Рамирес 59′ |

| Краснодар | 0:4     | Челси                                                          |
| --------- | ------- | -------------------------------------------------------------- |
|           | (отчёт) | - Хадсон-Одои 37′ - Вернер 76′ (пен.) - Зиеш 79′ - Пулишич 90′ |

| Севилья       | 1:0     | Ренн |
| ------------- | ------- | ---- |
| - Де Йонг 56′ | (отчёт) |      |

| Севилья                            | 3:2     | Краснодар                          |
| ---------------------------------- | ------- | ---------------------------------- |
| - Ракитич 42′ - Эн-Несери 69′, 72′ | (отчёт) | - Сулейманов 17′ - Берг 21′ (пен.) |

| Челси                                         | 3:0     | Ренн |
| --------------------------------------------- | ------- | ---- |
| - Вернер 10′ (пен.), 41′ (пен.) - Абрахам 50′ | (отчёт) |      |

| Краснодар       | 1:2     | Севилья                    |
| --------------- | ------- | -------------------------- |
| - Вандерсон 56′ | (отчёт) | - Ракитич 4′ - Мунир 90+5′ |

| Ренн          | 1:2     | Челси                          |
| ------------- | ------- | ------------------------------ |
| - Гирасси 85′ | (отчёт) | - Хадсон-Одои 22′ - Жиру 90+1′ |

| Краснодар  | 1:0     | Ренн |
| ---------- | ------- | ---- |
| - Берг 71′ | (отчёт) |      |

| Севилья | 0:4     | Челси                           |
| ------- | ------- | ------------------------------- |
|         | (отчёт) | - Жиру 8′, 54′, 74′, 83′ (пен.) |

| Челси                 | 1:1     | Краснодар     |
| --------------------- | ------- | ------------- |
| - Жоржиньо 28′ (пен.) | (отчёт) | - Кабелла 24′ |

| Ренн                | 1:3     | Севилья                            |
| ------------------- | ------- | ---------------------------------- |
| - Рюттер 86′ (пен.) | (отчёт) | - Кунде 32′ - Эн-Несири 45+2′, 81′ |

### Группа F
| Поз | Команда             | И | В | Н | П | МЗ | МП | РМ | О  | Квалификация                    |  | БОР | ЛАЦ | БРЮ | ЗЕН |
| --- | ------------------- | - | - | - | - | -- | -- | -- | -- | ------------------------------- |  | --- | --- | --- | --- |
| 1   | Боруссия (Дортмунд) | 6 | 4 | 1 | 1 | 12 | 5  | +7 | 13 | Выход в плей-офф Лиги чемпионов |  | —   | 1:1 | 3:0 | 2:0 |
| 2   | Лацио               | 6 | 2 | 4 | 0 | 11 | 7  | +4 | 10 | Выход в плей-офф Лиги чемпионов |  | 3:1 | —   | 2:2 | 3:1 |
| 3   | Брюгге              | 6 | 2 | 2 | 2 | 8  | 10 | −2 | 8  | Выбывание в Лигу Европы         |  | 0:3 | 1:1 | —   | 3:0 |
| 4   | Зенит               | 6 | 0 | 1 | 5 | 4  | 13 | −9 | 1  |                                 |  | 1:2 | 1:1 | 1:2 | —   |

| Зенит             | 1:2     | Брюгге                           |
| ----------------- | ------- | -------------------------------- |
| Хорват 74′ (авт.) | (отчёт) | - Деннис 63′ - де Кетеларе 90+3′ |

| Лацио                                            | 3:1     | Боруссия (Дортмунд) |
| ------------------------------------------------ | ------- | ------------------- |
| - Иммобиле 6′ - Хитц 23′ (авт.) - Акпа-Акпро 76′ | (отчёт) | Холанн 71′          |

| Боруссия (Дортмунд)               | 2:0     | Зенит |
| --------------------------------- | ------- | ----- |
| - Санчо 78′ (пен.) · Холанн 90+1′ | (отчёт) |       |

| Брюгге               | 1:1     | Лацио        |
| -------------------- | ------- | ------------ |
| - Ванакен 42′ (пен.) | (отчёт) | - Корреа 14′ |

| Зенит        | 1:1     | Лацио         |
| ------------ | ------- | ------------- |
| - Ерохин 32′ | (отчёт) | - Кайседо 82′ |

| Брюгге | 0:3     | Боруссия (Дортмунд)          |
| ------ | ------- | ---------------------------- |
|        | (отчёт) | - Азар 14′ - Холанн 18′, 32′ |

| Боруссия (Дортмунд)             | 3:0     | Брюгге |
| ------------------------------- | ------- | ------ |
| - Холанн 18′, 60′ - Санчо 45+1′ | (отчёт) |        |

| Лацио                                  | 3:1     | Зенит       |
| -------------------------------------- | ------- | ----------- |
| - Иммобиле 3′, 55′ (пен.) - Пароло 22′ | (отчёт) | - Дзюба 25′ |

| Боруссия (Дортмунд) | 1:1     | Лацио                 |
| ------------------- | ------- | --------------------- |
| - Геррейру 44′      | (отчёт) | - Иммобиле 67′ (пен.) |

| Брюгге                                            | 3:0     | Зенит |
| ------------------------------------------------- | ------- | ----- |
| - де Кетеларе 33′ - Ванакен 58′ (пен.) - Ланг 73′ | (отчёт) |       |

| Зенит         | 1:2     | Боруссия (Дортмунд)       |
| ------------- | ------- | ------------------------- |
| - Дриусси 16′ | (отчёт) | - Пищек 68′ - Витсель 78′ |

| Лацио                              | 2:2     | Брюгге                     |
| ---------------------------------- | ------- | -------------------------- |
| - Корреа 12′ - Иммобиле 27′ (пен.) | (отчёт) | - Вормер 15′ - Ванакен 76′ |

### Группа G
| Поз | Команда       | И | В | Н | П | МЗ | МП | РМ  | О  | Квалификация                    |  | ЮВЕ | БАР | ДИН | ФРЦ |
| --- | ------------- | - | - | - | - | -- | -- | --- | -- | ------------------------------- |  | --- | --- | --- | --- |
| 1   | Ювентус       | 6 | 5 | 0 | 1 | 14 | 4  | +10 | 15 | Выход в плей-офф Лиги чемпионов |  | —   | 0:2 | 3:0 | 2:1 |
| 2   | Барселона     | 6 | 5 | 0 | 1 | 16 | 5  | +11 | 15 | Выход в плей-офф Лиги чемпионов |  | 0:3 | —   | 2:1 | 5:1 |
| 3   | Динамо (Киев) | 6 | 1 | 1 | 4 | 4  | 13 | −9  | 4  | Выбывание в Лигу Европы         |  | 0:2 | 0:4 | —   | 1:0 |
| 4   | Ференцварош   | 6 | 0 | 1 | 5 | 5  | 17 | −12 | 1  |                                 |  | 1:4 | 0:3 | 2:2 | —   |

1. 1 2  Разница голов в очных встречах: «Ювентус» +1, «Барселона» -1.

| Динамо (Киев) | 0:2     | Ювентус         |
| ------------- | ------- | --------------- |
|               | (отчёт) | Мората 46′, 84′ |

| Барселона                                                              | 5:1     | Ференцварош        |
| ---------------------------------------------------------------------- | ------- | ------------------ |
| - Месси 27′ (пен.) - Фати 42′ - Коутиньо 52′ - Педри 82′ - Дембеле 89′ | (отчёт) | Харатин 70′ (пен.) |

| Ювентус | 0:2     | Барселона                          |
| ------- | ------- | ---------------------------------- |
|         | (отчёт) | - Дембеле 17′ - Месси 90+1′ (пен.) |

| Ференцварош            | 2:2     | Динамо (Киев)                       |
| ---------------------- | ------- | ----------------------------------- |
| - Нгуен 59′ - Боли 90′ | (отчёт) | - Цыганков 28′ (пен.) - Де Пена 41′ |

| Барселона                    | 2:1     | Динамо (Киев)  |
| ---------------------------- | ------- | -------------- |
| - Месси 5′ (пен.) - Пике 65′ | (отчёт) | - Цыганков 75′ |

| Ференцварош | 1:4     | Ювентус                                          |
| ----------- | ------- | ------------------------------------------------ |
| - Боли 90′  | (отчёт) | - Мората 7′, 60′ - Дибала 73′ - Двали 81′ (авт.) |

| Динамо (Киев) | 0:4     | Барселона                                               |
| ------------- | ------- | ------------------------------------------------------- |
|               | (отчёт) | - Дест 52′ - Брейтуэйт 57′, 70′ (пен.) - Гризманн 90+2′ |

| Ювентус                                | 2:1     | Ференцварош |
| -------------------------------------- | ------- | ----------- |
| - Криштиану Роналду 35′ - Мората 90+2′ | (отчёт) | - Узуни 19′ |

| Ювентус                                          | 3:0     | Динамо (Киев) |
| ------------------------------------------------ | ------- | ------------- |
| - Кьеза 21′ - Криштиану Роналду 57′ - Мората 66′ | (отчёт) |               |

| Ференцварош | 0:3     | Барселона                                           |
| ----------- | ------- | --------------------------------------------------- |
|             | (отчёт) | - Гризманн 14′ - Брейтуэйт 21′ - Дембеле 28′ (пен.) |

| Барселона | 0:3     | Ювентус                                                   |
| --------- | ------- | --------------------------------------------------------- |
|           | (отчёт) | - Криштиану Роналду 13′ (пен.), 52′ (пен.) - Маккенни 20′ |

| Динамо (Киев) | 1:0     | Ференцварош |
| ------------- | ------- | ----------- |
| - Попов 60′   | (отчёт) |             |

### Группа H
| Поз | Команда             | И | В | Н | П | МЗ | МП | РМ  | О  | Квалификация                    |  | ПСЖ | РБЛ | МЮ  | ИСТ |
| --- | ------------------- | - | - | - | - | -- | -- | --- | -- | ------------------------------- |  | --- | --- | --- | --- |
| 1   | Пари Сен-Жермен     | 6 | 4 | 0 | 2 | 13 | 6  | +7  | 12 | Выход в плей-офф Лиги чемпионов |  | —   | 1:0 | 1:2 | 5:1 |
| 2   | РБ Лейпциг          | 6 | 4 | 0 | 2 | 11 | 12 | −1  | 12 | Выход в плей-офф Лиги чемпионов |  | 2:1 | —   | 3:2 | 2:0 |
| 3   | Манчестер Юнайтед   | 6 | 3 | 0 | 3 | 15 | 10 | +5  | 9  | Выбывание в Лигу Европы         |  | 1:3 | 5:0 | —   | 4:1 |
| 4   | Истанбул Башакшехир | 6 | 1 | 0 | 5 | 7  | 18 | −11 | 3  |                                 |  | 0:2 | 3:4 | 2:1 | —   |

1. 1 2  Голы, забитые на выезде в очных встречах: «Пари Сен-Жермен» 1, «РБ Лейпциг» 0.

| Пари-Сен-Жермен     | 1:2     | Манчестер Юнайтед                    |
| ------------------- | ------- | ------------------------------------ |
| Марсьяль 55′ (авт.) | (отчёт) | - Фернандеш 23′ (пен.) - Рашфорд 87′ |

| РБ Лейпциг         | 2:0     | Истанбул Башакшехир |
| ------------------ | ------- | ------------------- |
| Анхелиньо 16′, 20′ | (отчёт) |                     |

| Истанбул Башакшехир | 0:2     | Пари-Сен-Жермен |
| ------------------- | ------- | --------------- |
|                     | (отчёт) | - Кен 64′, 79′  |

| Манчестер Юнайтед                                             | 5:0     | РБ Лейпциг |
| ------------------------------------------------------------- | ------- | ---------- |
| - Гринвуд 21′ - Рашфорд 74′, 78′, 90+2′ - Марсьяль 87′ (пен.) | (отчёт) |            |

| Истанбул Башакшехир  | 2:1     | Манчестер Юнайтед |
| -------------------- | ------- | ----------------- |
| - Ба 13′ - Вишча 40′ | (отчёт) | - Марсьяль 43′    |

| РБ Лейпциг                         | 2:1     | Пари-Сен-Жермен |
| ---------------------------------- | ------- | --------------- |
| - Нкунку 42′ - Форсберг 57′ (пен.) | (отчёт) | - Ди Мария 6′   |

| Манчестер Юнайтед                                       | 4:1     | Истанбул Башакшехир |
| ------------------------------------------------------- | ------- | ------------------- |
| - Фернандеш 7′, 19′ - Рашфорд 35′ (пен.) - Джеймс 90+2′ | (отчёт) | - Тюрюч 75′         |

| Пари-Сен-Жермен     | 1:0     | РБ Лейпциг |
| ------------------- | ------- | ---------- |
| - Неймар 11′ (пен.) | (отчёт) |            |

| Истанбул Башакшехир        | 3:4     | РБ Лейпциг                                              |
| -------------------------- | ------- | ------------------------------------------------------- |
| - Кахведжи 45+3′, 72′, 85′ | (отчёт) | - Поульсен 26′ - Мукиеле 43′ - Ольмо 66′ - Сёрлот 90+2′ |

| Манчестер Юнайтед | 1:3     | Пари-Сен-Жермен                    |
| ----------------- | ------- | ---------------------------------- |
| - Рашфорд 32′     | (отчёт) | - Неймар 6′, 90+1′ - Маркиньос 69′ |

| Пари-Сен-Жермен                                 | 5:1     | Истанбул Башакшехир |
| ----------------------------------------------- | ------- | ------------------- |
| - Неймар 21′, 38′, 50′ - Мбаппе 42′ (пен.), 62′ | (отчёт) | - Мехмет Топал 57′  |

| РБ Лейпциг                                 | 3:2     | Манчестер Юнайтед                   |
| ------------------------------------------ | ------- | ----------------------------------- |
| - Анхелиньо 2′ - Айдара 13′ - Клюйверт 69′ | (отчёт) | - Фернандеш 80′ - Конате 82′ (авт.) |

## Комментарии
1. ↑  CEST (UTC+2) для матчей до 26 октября 2020 года (игровые дни 1–3) и CET (UTC+1), для остальных матчей (игровые дни 4–6).
2. 1 2 3 4 5 6 7 8 9 10 11 12 13 14 15 16 17 18 19 20 21 22 23 24 25 26 27 28 29 30 31 32 33 34 35 36 37 38 39 40 41 42 43 44 45 46 47 48 49 50 51 52 53 54 55 56 57 58 59 60 61 62 63 64 65 66 67 68  В связи с распространением COVID-19 в Европе матч прошёл без зрителей.
3. 1 2 3  «Реал Мадрид» проводит свои домашние матчи на стадионе «Альфредо ди Стефано» в Мадриде вместо своего основного стадиона «Сантьяго Бернабеу».
4. 1 2 3  «Шахтёр» проводит домашние матчи на стадионе «Олимпийский» в Киеве вместо стадиона «Донбасс Арена» в Донецке из-за событий, связанных с вооружённым конфликтом в Донбассе.
5. 1 2  «Ференцварош» проводил свои домашние матчи против «Ювентуса» и «Барселоны» на стадионе «Ференц Пушкаш» в Будапеште, вместо своего основного стадиона «Групама Арена», Будапешт[20].